# Разводной ключ

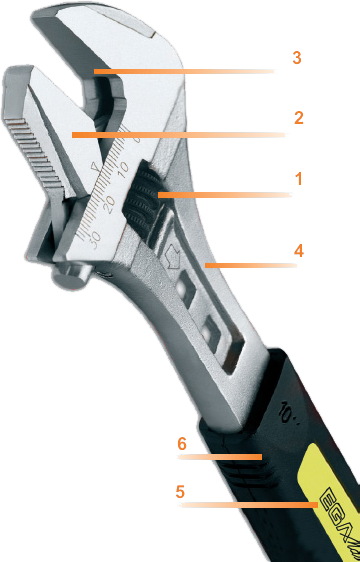
1 — регулирующий червяк, 2 — подвижная губка, 3 — неподвижная губка, 4 — рукоять, 5 — маркировка, 6 — облицовка рукояти

Разводной ключ — гаечный ключ с переменным расстоянием между губками, используемый для вращения гаек, болтов и других деталей. Является разновидностью рожкового ключа с регулируемыми губками. Как правило, одна губка делается подвижной с помощью червячной либо винтовой передачи.
Разводной ключ изготавливается из хром-ванадиевой или инструментальной стали. По сравнению с обычными рожковыми ключами он, как правило, массивнее и чувствительнее к загрязнениям и деформациям, так как они могут вызвать заклинивание регулировочного механизма.

## Галерея

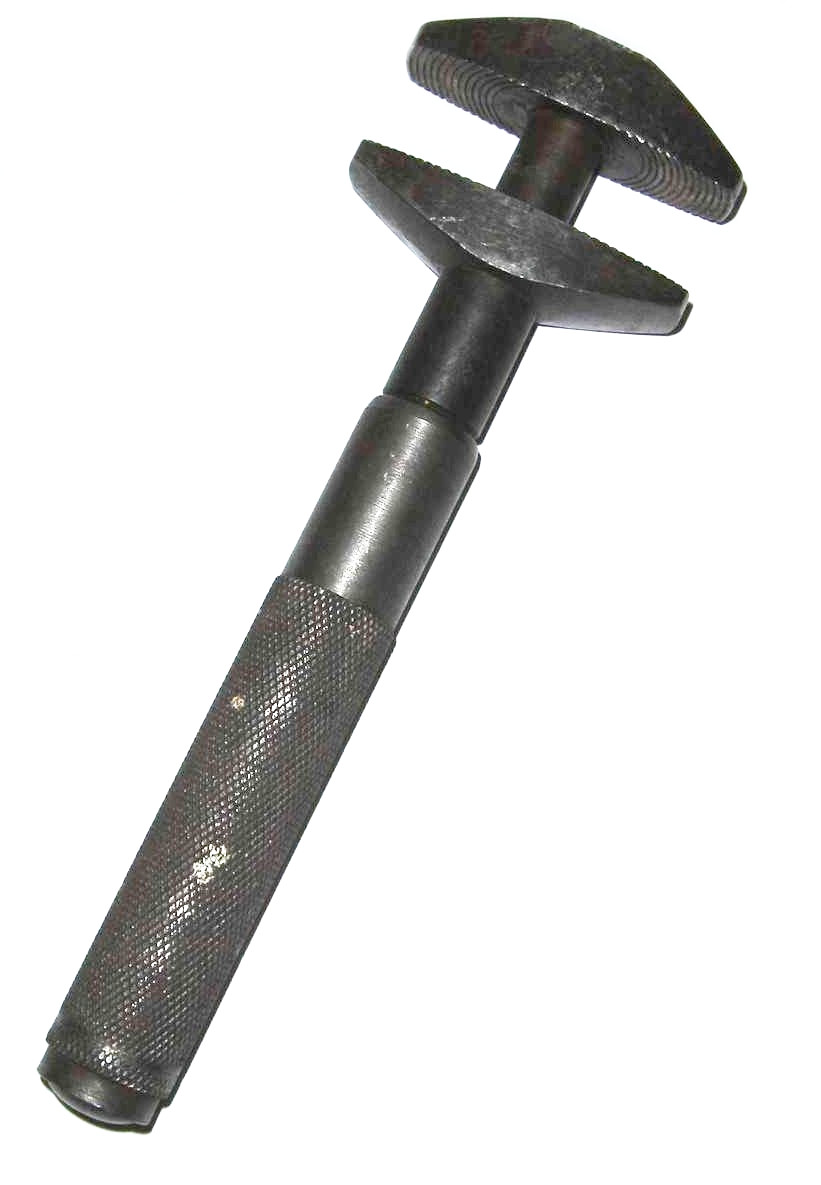
Разводной ключ «французского» типа
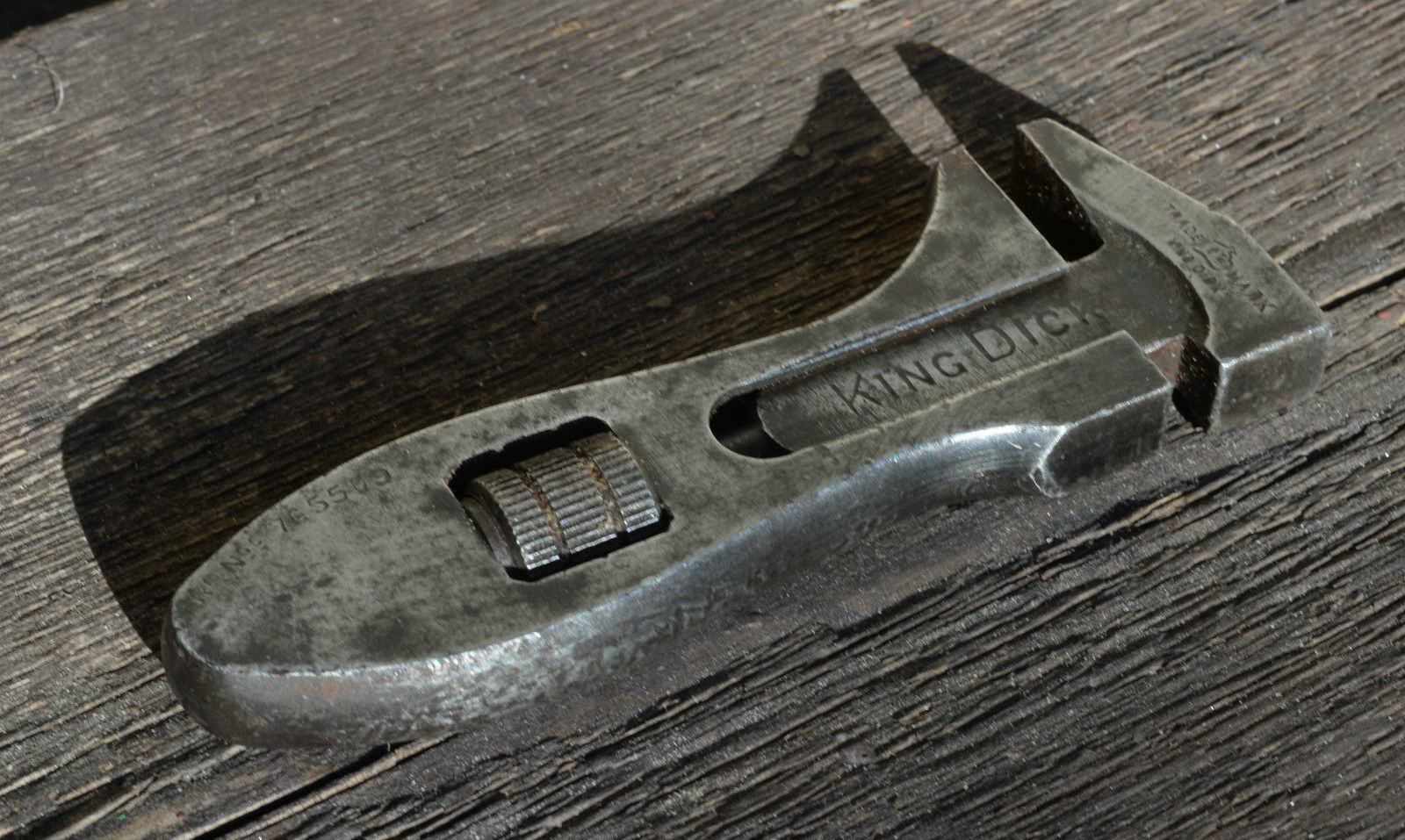
Разводной ключ «французского» типа
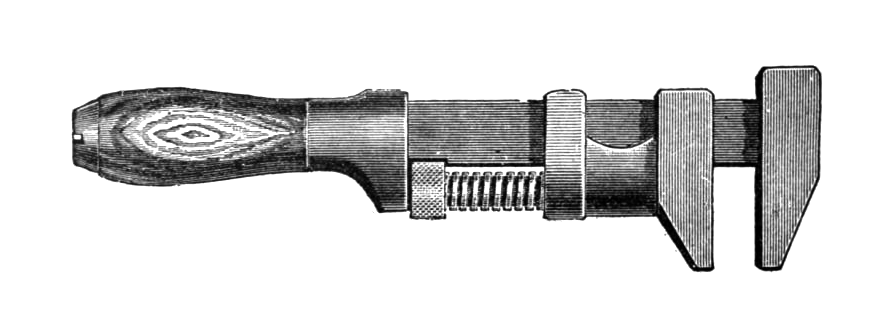
Разводной ключ «американского» типа, monkey wrench.
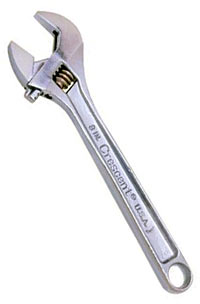
Разводной ключ «шведского» типа.
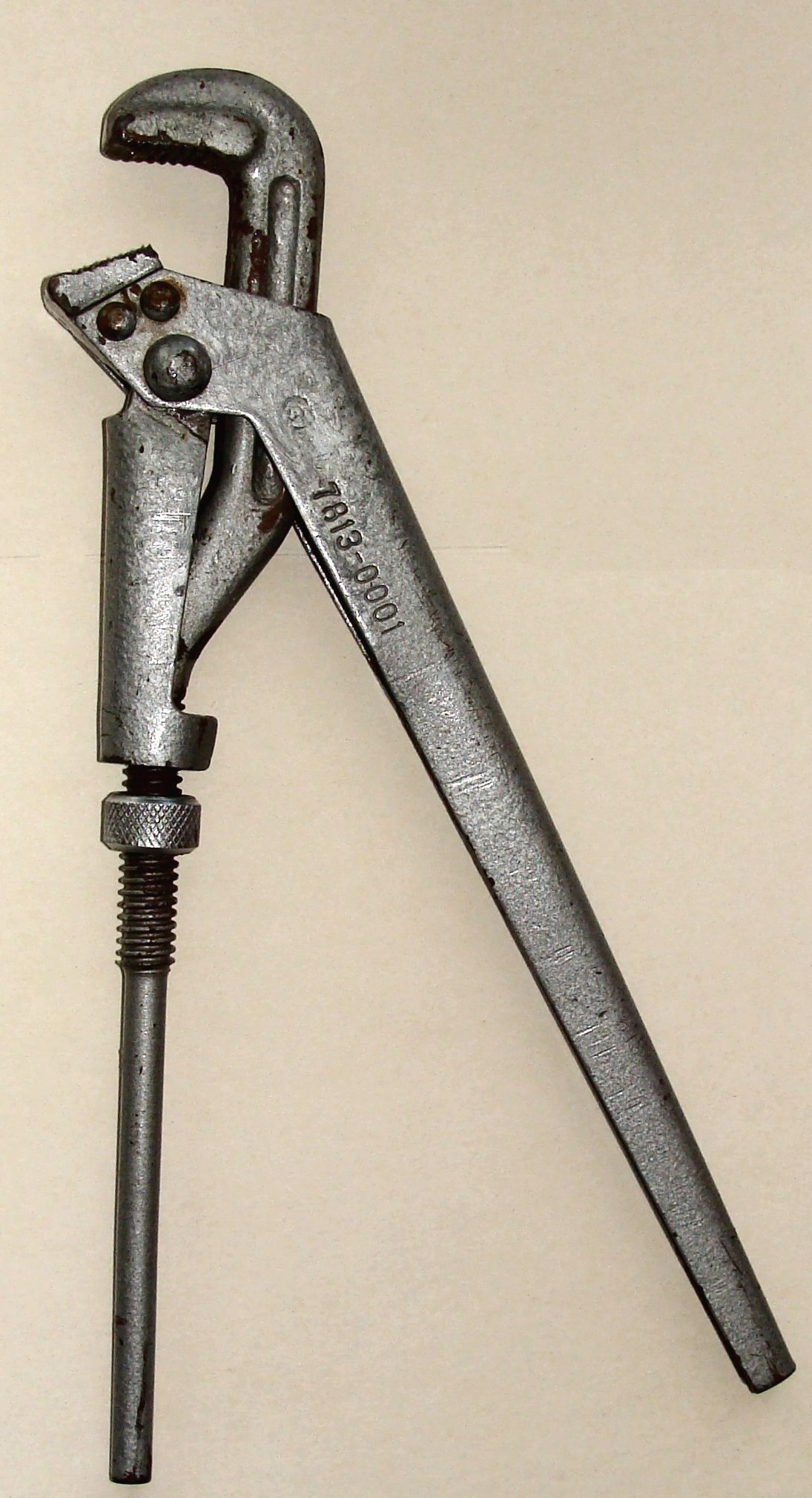
Трубный ключ (накидной ключ, газовый ключ)
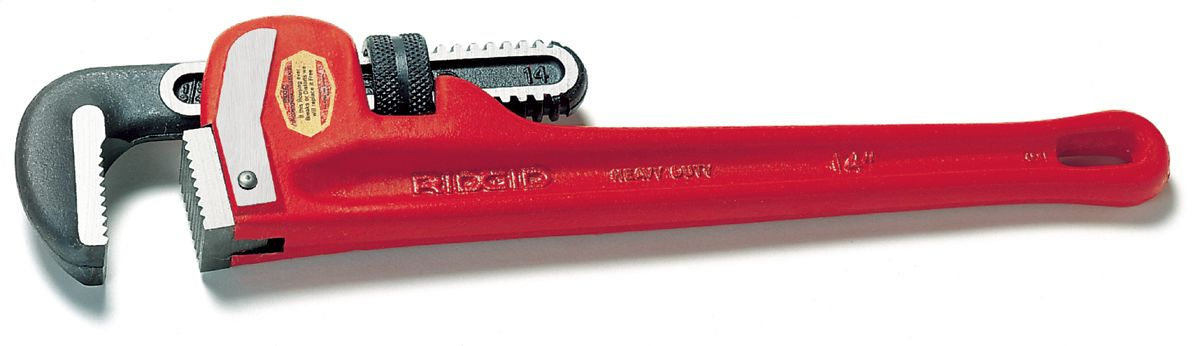
Ключ Стиллсона?!
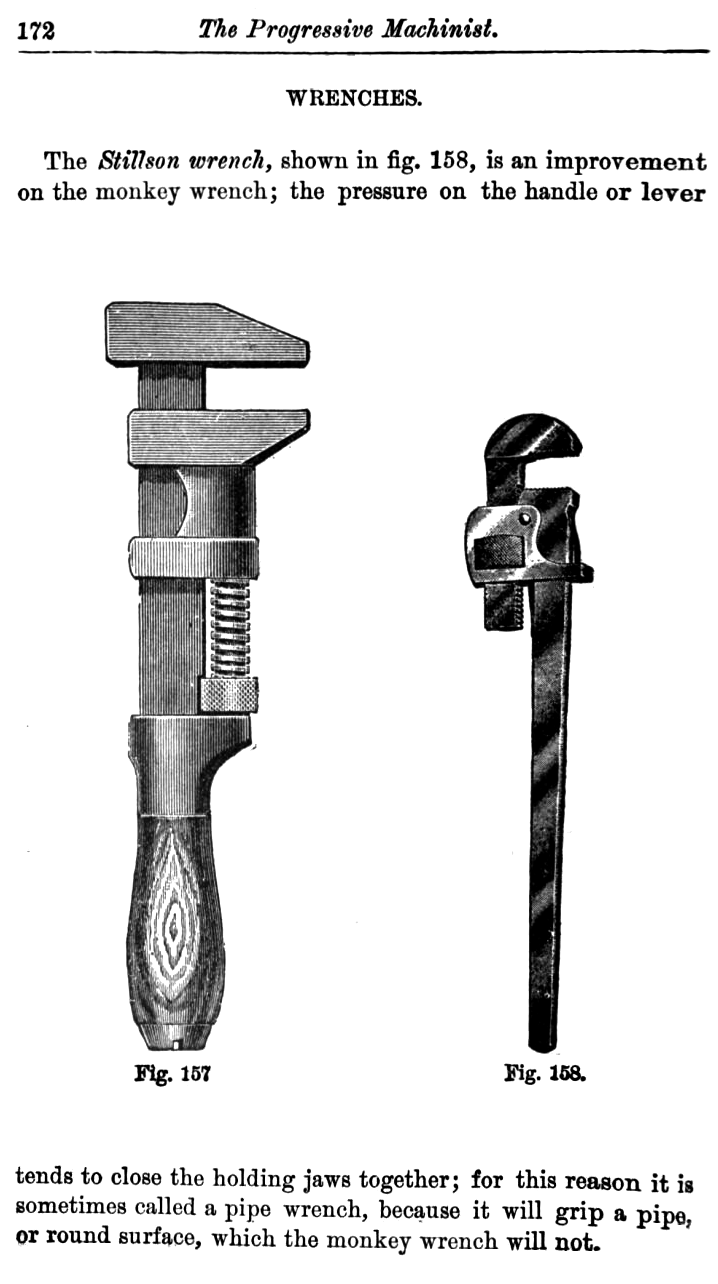
Сравнение двух типов — monkey wrench и ключа Стиллсона

## В культуре и символике
Идеограмма с изображением гаечного ключа практически однозначно ассоциируется с ремонтом или сервисным обслуживанием.

Разводной ключ в руках колхозника. Фрагмент памятника Тарасу Шевченко в Харькове
Дорожный знак в России: Техническое обслуживание автомобилей

Перекрещённые молоток и французский ключ в СССР и России используется в качестве символа различных военно-технических служб
Петличный знак военно-технического состава РККА образца 1936 года
Эмблема Военно-топографической службы ВС РФ
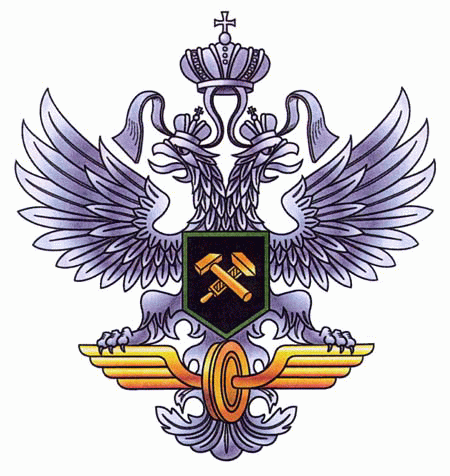
Герб Министерства путей сообщения РФ (1992)